# الکترو ژیروکیتور

نحوهٔ عملکرد ژیروسکوپ گازی

الکترو ژیروکیتور (انگلیسی: Electro Gyrocator) یک سامانه ناوبری خودرو است که گفته می‌شود که اولین سامانهٔ خودکار ناوبری خودرو است که به‌صورت تجاری در دسترس قرار گرفت. این دستگاه به‌طور مشترک توسط هوندا، آلپاین و شرکت استنلی الکتریک توسعه یافته‌بود.
برخلاف بیشتر سامانه‌های ناوبری امروزی، این دستگاه برای تشخیص موقعیت خود و حرکت وسیلهٔ نقلیه از جی‌پی‌اس ماهواره‌ای استفاده نمی‌کرد؛ این دستگاه در واقع یک سامانهٔ ناوبری مبتنی بر نیروی اینرسی بود؛ چرا که شامل یک چرخش‌نمای گاز هلیوم بود که توانایی تشخیص حرکت و چرخش را دارا بود. یک چرخ‌دندهٔ خودمهار ویژه نیز برای رساندن اطلاعات به ژیروکیتور، و کمک به آن برای تشخیص موقعیت، سرعت حرکت و مسافت طی شده، به محفظهٔ جعبه‌دنده متصل می‌شد.
ورق‌های نقشه‌های شفافی که در داخل دستگاه قرار می‌گرفتند، همزمان با حرکت وسیلهٔ نقلیه، توسط دستگاه در سطح یک صفحه نمایش مونوکروم پرتوی کاتدی روشن حرکت داده می‌شدند. نمایشگر این دستگاه از مجموعه‌ای از دایره‌ها (یا نشانه‌های صلیبی) بر روی صفحه برای نمایش موقعیت کنونی، و نمایش خطوط برای مشخص کردن مسیر حرکت استفاده می‌کرد. یک قلم مخصوص علامت‌گذاری نیز همراه با این دستگاه عرضه می‌شد تا در صورت نیاز بتوان از آن برای درج نشانه‌های شخصی استفاده کرد. خصوصیات قابل تنظیم این دستگاه شامل مقیاس، موقعیت، چرخش، روشنایی و تضاد رنگ صفحه نمایش می‌شدند. الکترو ژیروکیتور که تنها در سال ۱۹۸۱ عرضه شد، به عنوان یک گزینهٔ انتخابی در اختیار خریداران خودروهای هوندا آکورد و هوندا ویگور قرار گرفت؛ اما با توجه به قیمت در نظر گرفته شده معادل ۳۰۰٬۰۰۰ ین (حدود ۲٬۷۰۰ دلار)، هزینهٔ خریداری آن تقریباً معادل یک چهارم قیمت خودرو بود. حق ثبت اختراع طراحی ژیروسکوپ با شماره پتنت D274332 در ایالات متحده آمریکا به ثبت رسید.
وزن به‌ثبت رسیده برای این دستگاه برابر با ۹ کیلوگرم (۲۰ پوند) است. یک نمونهٔ نمایشی از الکترو ژیروکیتور به‌صورت برش‌خورده برای نمایش ژیروسکوپ داخلی اکنون در سالن کلکسیون هوندا در تویین رینگ موتگی، ژاپن در معرض بازدید عموم قرار دارد.